# Azerbeidzjaans
Het Azerbeidzjaans of Azeri of Azerbeidzjaans-Turks (Azərbaycan dili, آذربایجان دیلی, Азәрбајҹан дили) is een Turkse taal, die wordt gesproken door de Azerbeidzjanen.

## Verspreiding
Het Azerbeidzjaans is de officiële taal van Azerbeidzjan. De taal wordt ook gesproken in het aangrenzende Iraans-Azerbeidzjan. Er zijn daarnaast minderheden in de Russische deelrepubliek Dagestan, in Georgië en in Oost-Anatolië. De taal wordt door naar schatting 23 tot 30 miljoen mensen gesproken.

## Verwantschap
Binnen de Turkse talen behoort het Azerbeidzjaans samen met het Turks, het Gagaoezisch en het Turkmeens tot de Ogoezische talen: op taalkundige gronden wordt deze onderling nauw verwante groep talen soms als één taal beschouwd.

## Schrijftaal
Er bestaan sinds de veertiende eeuw teksten in het Azerbeidzjaans. De taal is eeuwenlang geschreven met het Arabische alfabet. Van 1922 tot 1939 werd in Azerbeidzjan (toen deel van de Sovjet-Unie) het Latijnse alfabet gebruikt, en van 1939 tot 1991 het Cyrillische. Sinds 1991 wordt opnieuw het Latijnse alfabet gebruikt in een variant van het Nieuwe Turkse Alfabet, die in 1992 een kleine wijziging onderging. Daarbij werd het zeer frequente letterteken ä, dat een sjwa aanduidt, door een ə vervangen: het Azerbeidzjaanse alfabet is hiermee een van de weinige talen met de letter ə. In tegenstelling tot het Turks gebruikt het Azerbeidzjaans ook de letters q en x:
Aa, Bb, Cc, Çç, Dd, Ee, Əə, Ff, Gg, Ğğ, Hh, Xx, Iı, İi, Jj, Kk, Qq, Ll, Mm, Nn, Oo, Öö, Pp, Rr, Ss, Şş, Tt, Uu, Üü, Vv, Yy, Zz 
In Iran is men steeds het Arabische alfabet blijven gebruiken. In Dagestan gebruikt men nog altijd het Cyrillisch alfabet.
Het moderne standaard-Azerbeidzjaans in de Republiek Azerbeidzjan heeft invloeden ondergaan vanuit het Russisch en berust op het dialect van de Azerbeidzjaanse hoofdstad Bakoe.
Het moderne standaard-Azerbeidzjaans in Iran lijkt op de oudere stadia van het Azerbeidzjaans en berust op het dialect van de Iraans-Azerbeidzjaanse hoofdstad Tabriz.

## Invloeden
Het Azerbeidzjaans is sterker door het Perzisch en het Russisch beïnvloed dan het Turks. Het Turks heeft sinds de jaren dertig van de 20ste eeuw te maken gehad met een succesvolle taalhervormingsbeweging die het Turks wilde ontdoen van Perzische woorden. In het Azerbeidzjaans heeft een dergelijke hervorming niet plaatsgevonden. De Perzische invloed is begrijpelijkerwijs het grootst in de varianten die in Iran worden gesproken.

## Tekstvoorbeeld
Artikel 1 van de Universele Verklaring van de Rechten van de Mens.
| Latijns alfabet | Cyrillisch alfabet | Arabisch alfabet | Nederlands |
| --- | --- | --- | --- |
| Bütün insanlar ləyaqət və hüquqlarına göre azad və bərabər doğulurlar. Onların şüurları və vicdanları var və bir-birlərinə münasibətdə qardaşlıq ruhunda davranmalıdırlar. | Бүтүн йнсанлар ләјагәт вә һүгуларына ҝөрә азад вә бәрабәр доғулурлар. Онлрын шүурлары вә виҹданлары вар вә бир-бирләринә мүнасибәтдә гардашлыг рунһунда давранмалыдырлар. | بوتون انسانلار حيثيت و حقلر باخميندان دنك برابر و اركين آزاد دوغولارلار. اوس عقل و اويات وجدان ييهﺳﻴﺪيرلر و بير بيرلرينه قارشى قارداشليق روحو ايله داورانماليدرلار. | Alle mensen worden vrij en gelijk in waardigheid en rechten geboren. Zij zijn begiftigd met verstand en geweten, en behoren zich jegens elkander in een geest van broederschap te gedragen. |